# Буванова, Александра Александровна
Александра Александровна Буванова (27 мая 1924, село Бондарево, Богучарский уезд, Воронежская губерния, РСФСР, СССР — 27 мая 2017, Москва, Россия) — советский акушер-гинеколог, главный врач родильной больницы № 1 города Чимкента, Герой Социалистического Труда (1969).

## Биография
Родилась 27 мая 1924 года в селе Бондарево Воронежской губернии (ныне — Кантемировский район Воронежской области). В 1926 году вместе с родителями переехала в Казахстан.
В 1941 году окончила среднюю школу в селе Бурное . С 1941 по 1945 год обучалась в Алма-Атинском медицинском институте. С 1946 года работала главным врачом в больнице села Чардара Кзыл-Кумского района Южно-Казахстанской области. С 1948 года инспектор лечебно-профилактического сектора Чимкентского облздравотдела. С 1953 года постоянно работала акушером-гинекологом, заведующей родильным отделением родильного дома № 1 города Чимкента, с 1965 года являлась главным врачом этого родильного дома.
В своей врачебной деятельности внедряла передовые методы в диагностике и профилактике заболеваний, добилась ликвидации материнской смертности и полного охвата диспансерным наблюдением беременных, была выдающимся оперирующим хирургом. За 50 лет трудовой деятельности оказала помощь более чем 10 тыс. рожениц, провела несколько тысяч операций по оказанию экстренной хирургической помощи женщинам.
В 1961 году награждена медалью «За трудовую доблесть». В 1964 году была удостоена звания «Отличник здравоохранения». За высокие достижения в работе была удостоена в 1969 году звания Героя Социалистического Труда с вручением Ордена Ленина и Золотой медали «Серп и молот».
Неоднократно избиралась депутатом Чимкентского городского Совета трудящихся.
В 1997 году переехала в город Апрелевку Наро-Фоминского района Московской области, в 2013 году — в Москву.
Имела дочь, троих внуков и четверых правнуков.
Умерла 27 мая 2017 года в Москве.

## Награды
- Медаль «За трудовую доблесть» (1961);
- Герой Социалистического Труда — указом Президиума Верховного Совета СССР от 4 февраля 1969 года;
- Орден Ленина (1969);
- Медаль «Ветеран труда» (1984).